# Wydawnictwo Pomona

Wydawnictwo Pomona – polskie niezależne wydawnictwo literackie, działające w latach 1996–2009, założone i prowadzone przez Tomasza Majerana.
Wydawnictwo publikowało przede wszystkim polską literaturę współczesną w ramach serii biblioteka 44. W ofercie przeważała poezja, ale ukazało się też kilka książek prozatorskich. Mimo często niewielkich nakładów, książki spotykały z żywym odzewem krytycznym w prasie literackiej głównego nurtu i były nominowane do ważnych nagród literackich, m.in. do Paszportów „Polityki” (Sośnicki, Sosnowski) i Wrocławskiej Nagrody Poetyckiej „Silesius” (nagroda za całokształt twórczości dla Piotra Sommera w 2010 roku).
W ramach serii biblioteka 44 ukazały się następujące pozycje:
1996
- Andrzej Sosnowski: Oceany
- Bohdan Zadura: Cisza
- Marcin Hamkało: Limes
- Jan Kochanowski: Tren X

1997
- Adam Wiedemann: Bajki zwierzęce
- Jarosław Michalak: Bayki wam niosę
- Zbigniew Machej: Kraina wiecznych zer
- Piotr Sommer: Erraty wybrane

1998
- Marcin Świetlicki: Stare chłopy prowadzą rowery na techno
- Dariusz Sośnicki: Ikarus
- Mihály Babits: Księga Jonasza
- Darek Foks: Orcio

1999
- Tomasz Majeran: Xięga przysłów
- Andrzej Sosnowski: Konwój. Opera

2000
- Krzysztof Jaworski: Czas triumfu gołębi
- Bohdan Zadura: Kaszel w lipcu

2007
- mlb: wygrzebane

2009
- Piotr Sommer: Wiersze ze słów